# Joseph Zawistowski
Joseph C. Zawistowski (ur. 1918 w Rochester w stanie Nowy Jork, zm. 22 września 2001 w South Bend w stanie Indiana) – amerykański duchowny katolicki, biskup Polskiego Narodowego Kościoła Katolickiego działającego na terenie Stanów Zjednoczonych Ameryki i Kanady.

## Życiorys
Urodził się w Rochester w stanie Nowy Jork jako syn ks. Josepha L. Zawistowskiego, proboszcza parafii pw. św. Marii w South Bend w stanie Indiana.
Przez sześć lat służył w Army Air Forces' Signal Corps Division podczas II wojny światowej, osiągając stopień sierżanta sztabowego.
Święcenia przyjął w 1948. W latach 1955–1978 był proboszczem parafii pw. św. Marii w South Bend. 30 listopada 1978 został konsekrowany na biskupa w Scranton, w Pensylwanii i pełnił funkcję biskupa ordynariusza diecezji zachodniej PNKK.
Po przejściu na emeryturę 19 kwietnia 1994 kontynuował posługę kościelną u boku swojego syna, ks. Charlesa Zawistowskiego, w parafii pw. św. Marii w South Bend. Pełnił funkcję kapelana Central Polish American Organization w South Bend i uczył w Forever Living Institute, szkole kształcenia ustawicznego dla seniorów.
Zmarł 22 września 2001 z powodu powikłań po zapaleniu płuc w Memorial Hospital w South Bend. 